# Ermengarde (fille de Louis II le Jeune)
Pour les articles homonymes, voir Ermengarde.
 (octobre 2019).
Si vous disposez d'ouvrages ou d'articles de référence ou si vous connaissez des sites web de qualité traitant du thème abordé ici, merci de compléter l'article en donnant les références utiles à sa vérifiabilité et en les liant à la section « Notes et références ».
Ermengarde (née vers 852/855 et morte 896 à Vienne) est une fille de l'empereur d'Occident Louis II le Jeune et d'Engelberge.

## Biographie
Elle fut fiancée avec Constantin, empereur associé et fils de l'empereur byzantin Basile Ier, mais les fiançailles furent rompues à l'automne 869.

### Épouse de Boson
En 876, elle épouse, le duc Boson de Provence — avec Ermengarde, une branche des Carolingiens se fonde dans les Bosonides — et lui donne un héritier, Louis III, futur empereur d'Occident.
En mai 878, le pape Jean VIII menacé par les Sarrasins et des nobles italiens, vient se réfugier à Arles auprès d'elle et de son époux le duc Boson. En novembre 878, elle fut abbesse de Saint-Sauveur de Brescia.
Après le coup d'état de Boson en octobre 879, elle participe à la défense de la Provence contre les tentatives de reconquête des rois carolingiens. Fin 880, elle défend avec succès la ville de Vienne, dans la vallée du Rhône, capitale du royaume de Burgondie que son époux Boson avait tenté de restaurer, et assiégée par les troupes de l'alliance des rois carolingiens Charles III le Gros, Louis III de France et Carloman II de France.
En août 881, lors du deuxième siège de Vienne, les troupes de Charles III le Gros, nouvellement élu empereur germanique d'Occident, réussissent à prendre la ville qui est pillée et incendiée. Richard le Justicier, frère de Boson, prend alors sous sa protection sa belle-sœur et sa nièce et les emmène à Autun, tandis que son époux Boson se réfugie en Provence.

### Régente du royaume de Provence
En 887, après la mort de son époux le roi Boson, elle devient régente du royaume de Provence avec l'aide de Richard le Justicier. En mai 887, elle conduit son fils, le futur empereur Louis III l'Aveugle, auprès de l'empereur Charles III le Gros, pour qu'il l'adopte, ce qu'il fait.
En mai 889, elle va faire acte de soumission à Arnulf de Carinthie, le nouveau roi de Francie orientale.
Sa mort intervient probablement en 896 ou 897 si on en croit les documents la mentionnant respectivement encore vivante en 896 dans un diplôme de son fils Louis en faveur de Saint-Chef, et morte le 2 juin 897 quand ce même Louis demande de prier pour le repos de l’âme de son père Boson et de sa mère Ermengarde.

### Sources et bibliographie
- René Poupardin, Le royaume de Provence sous les Carolingiens (855-933?), Paris, éd. É. Bouillon, 1901, xxxiv + 472 (présentation en ligne).